# Petter Björlund
Petter Björlund, född 5 juni 1989, är en svensk fotbollsspelare som spelar för Assyriska BK. Hans yngre bror, Jonas Björlund, har spelat i IFK Göteborgs u-lag.

## Karriär
Björlunds moderklubb är Bohus IF. Han uppflyttades från IFK Göteborgs u-lag till a-laget inför säsongen 2009. Han var under säsongen 2008 utlånad till Västra Frölunda IF, för vilka han spelade 8 matcher i Division 1 Södra. Under mars 2009 provspelade Björlund för Ljungskile SK. Säsongen 2009 blev emellertid förstörd av en korsbandsskada  och under försäsongen 2010 ådrog han sig en ny korsbandsskada som gjorde att även hela 2010 gick åt till rehabträning. Hans kontrakt med IFK gick ut efter säsongen 2010 och blev inte förlängt. 2011 skrev Björlund på för Utsiktens BK. Mellan 2012 och 2016 spelade Björlund för Ljungskile SK.
I december 2016 värvades Björlund av 07 Vestur på Färöarna.
I juli 2017 blev Björlund klar för Superettan-klubben Örgryte IS. Inför säsongen 2018 gick han till division 3-klubben Ahlafors IF. I januari 2019 värvades Björlund av Assyriska BK.